# Kurt Merbach
Kurt Merbach (* 14. Januar 1839 in Freiberg; † 30. Mai 1912 ebenda) war ein deutscher Hüttenbeamter und Politiker. Als Oberhüttenverwalter war er Direktor der Königlich-Sächsischen Hüttenwerke in Freiberg. Von 1884 bis 1898 war er Mitglied des Reichstages für die Deutsche Reichspartei, er betätigte sich insbesondere auf dem Gebiet der Sozialpolitik.

## Leben
Der Sohn des Oberhüttenvorstehers Franz Theodor Merbach (1811–1847) und seiner Ehefrau Auguste (1814–1858), einer Tochter des Schwarzenberger Finanzprokurators Johann Traugott Lindner, nahm nach dem Gymnasialbesuch in Freiberg 1856 ein Studium an der Bergakademie Freiberg auf und trat im selben Jahr dem Corps Montania bei. Nach dem Abschluss des Studiums wurde er 1862 Hüttengehilfe an den Königlichen Hüttenwerken in Freiberg. 1865 wurde Merbach zum Vizehüttenmeister, 1869 zum Hüttenmeister und 1875 zum Oberhüttenmeister ernannt.
Am 1. Februar 1876 wurde er als Nachfolger von Friedrich Moritz Ihle zum Oberhüttenverwalter berufen. Damit war Merbach, wie schon sein Vater, der der Vorgänger Ihles war, der höchste Hüttenbeamte des Königreiches Sachsens. Während seiner Amtszeit, in der Beförderungen zum Oberhüttenvorsteher und zuletzt Oberhütteamtsdirektor folgten, setzte Merbach vor allem auf die Einführung innovativer Technologien und Erweiterung der Produktionsspektrums für den Fortbestand der sächsischen Hüttenindustrie.
Seine Amtszeit fiel in die Zeit des Niedergangs des sächsischen Erzbergbaus. Durch die Einführung der Goldwährung stürzte der Silberpreis und gleichzeitig verringerte sich auch das Silberausbringen in Sachsen. Zwischen 1880 und 1890 kam noch ein drastischer Preisverfall für Blei hinzu. Zum Erhalt der Hütten, die zuvor überwiegend sächsische Erze ausschmolzen, orientierte Merbach nun auf die Verarbeitung ausländischen Schmelzgutes, wobei durch Verbesserungen des Hüttenprozesses auch minderwertige Erze verarbeitet werden konnten. 1909 betrug der Anteil dieser billigen Erze, die gut für Freiberg waren, schließlich 82 % der gesamten Erzmenge. In preislicher Hinsicht betrug ihr Anteil sogar 94 %.
1886 wurde an den Hüttenwerken der Parkesprozess eingeführt und ab 1888 wurde mit dem Plattnerverfahren die Herauslösung von Gold mittels Chlor möglich. Ab 1891 entstand ein Gasflammschmelzofen für Kupferstein und 1898 wurden große Pilzöfen errichtet. 1903 kam das Goldelektrolyseverfahren in Anwendung, 1904 konnte mit dem Hägeverfahren Kupfervitriol gewonnen werden und 1905 erfolgte die Einführung des Huntington-Heberlein-Prozesses in der Bleiröstung. Seit 1881 betrieben die Hüttenwerke eine Anhydridfabrik, die nach einem von Clemens Winkler entwickelten Verfahren Platin als Kontaktstoff verwendete. Die Erweiterung der Hüttenanlagen führte aber auch zu Umweltschäden durch den Hüttenrauch, zu deren Verminderung 1889 die Hohe Esse in Halsbrücke errichtet wurde, die seinerzeit mit ihren 140 m Höhe die höchste Esse der Welt war.
Seit 1895 litt Merbach unter gesundheitlichen Problemen und dem Verlust der Sehkraft eines Auges. Im Jahre 1908 ging der Oberhüttenamtsdirektor in den Ruhestand.
Neben seiner Tätigkeit als Leiter der Hüttenbetriebe engagierte sich Merbach auch kommunalpolitisch. Zunächst als Gemeinderat in Hilbersdorf danach über 30 Jahre als Stadtverordneter und Vorsteher der Stadtverordnetenversammlung in Freiberg. Merbach war Mitglied der Sächsischen Blaufarbenwerkskommission, des Sächsischen Eisenbahnrates, des Bezirksausschusses zu Freiberg sowie Vorstandsmitglied der Deutschen Gerberschule.
Von 1884 bis 1898 gehörte er als Abgeordneter des 9. sächsischen Wahlkreises (Freiberg und Umgebung) dem deutschen Reichstag an und konnte seinen Wahlkreis gegen die erstarkenden Sozialdemokraten behaupten. Er saß in der Fraktion der Deutschen Reichspartei und betätigte sich als Sozialpolitiker. So war er als Kommissionsmitglied am Zustandekommen des Invaliditäts- und Altersversicherungsgesetzes 1889, der Gewerbeordnungs-Novelle 1891 und der Novellierung des Krankenversicherungsgesetzes 1892 beteiligt. 1895/96 gehörte er der Kommission für Arbeiterstatistik an.
Der Geheime Rat Kurt Merbach war seit 1867 mit Margarethe, einer Tochter des Freiberger Superintendenten Bernhard Wilhelm Merbach (1807–1877) verheiratet. 1902 wurde er mit der Ehrenbürgerschaft der Stadt Freiberg geehrt, die nach seinem Tode auch einer Straße seinen Namen gab.